# کهریگ
کهریگ (به آلمانی: Kehrig) یک شهر در آلمان است که در ماین-کبلنتس واقع شده‌است. کهریگ ۱٬۱۶۴ نفر جمعیت دارد.